# Kaira echinus
Kaira echinus är en spindelart som först beskrevs av Simon 1897.  Kaira echinus ingår i släktet Kaira och familjen hjulspindlar. Inga underarter finns listade i Catalogue of Life.